# 老戈姆
高姆（或譯戈姆，约900年—958年），丹麦开国国王，在約948年－約958年间统治丹麦，同时也是丹麦正史第一位有记载君主。根據不來梅的亞當所編纂的編年史記載，高姆是半神話傳說中的丹麥國王哈德克努特一世的兒子，“蛇眼”西居尔德的孙子。。根據高姆的兒子及繼承人哈拉爾一世的耶靈石記載哈拉爾一世征服丹麥全國，所以推斷高姆當時只統治日德蘭半島。高姆聳立起最古老的耶靈石以紀念他的妻子提拉。高姆大約於958年-959年冬天逝世。

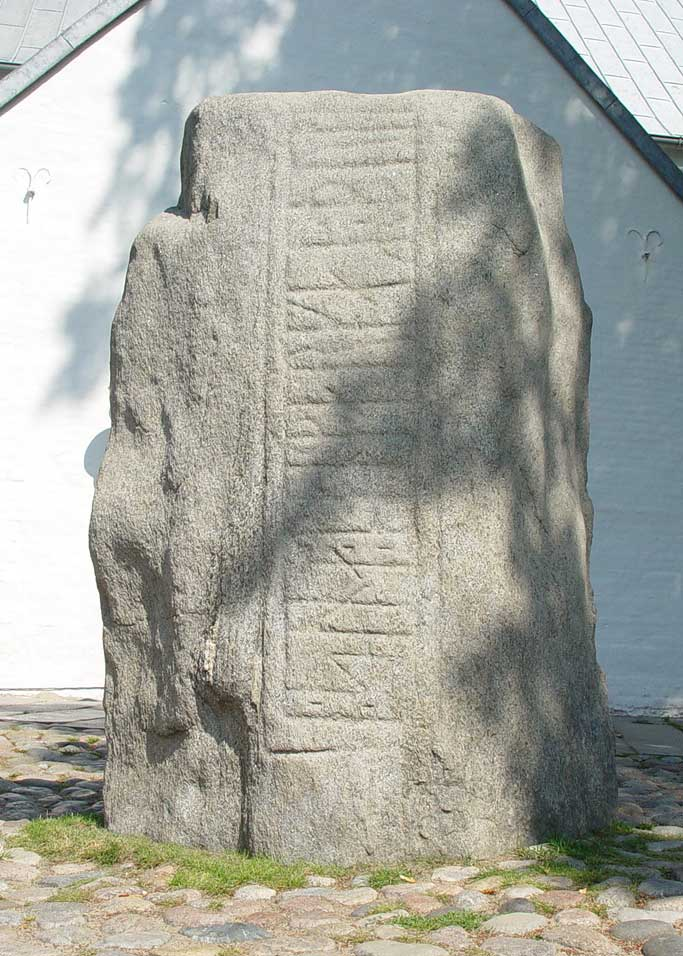
紀念提拉的耶靈石正面

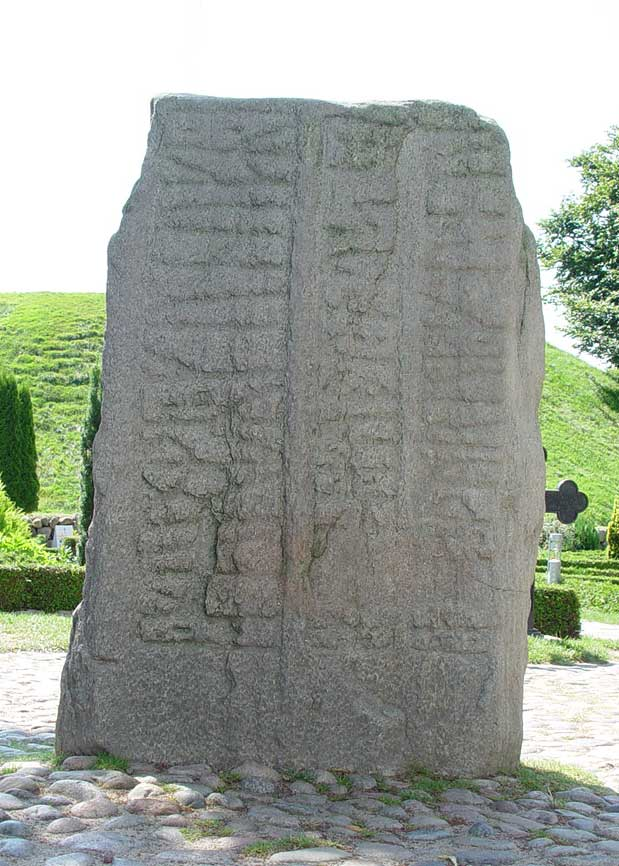
紀念提拉的耶靈石背面